# لورنزو میگلیورلی
لورنزو میگلیورلی (انگلیسی: Lorenzo Migliorelli؛ زادهٔ ۳ مهٔ ۱۹۹۸) بازیکن فوتبال است.
از باشگاه‌هایی که در آن بازی کرده‌است می‌توان به باشگاه فوتبال ونتزیا اشاره کرد.